# Herbert Hall Turner
Herbert Hall Turner, angleški astronom in seizmolog, * 13. avgust 1861, Leeds, grofija Yorkshire, Anglija, † 20. avgust 1930, Stockholm, Švedska.

## Življenje in delo
Turner je študiral na Univerzi v Cambridgeu. Devet let je bil glavni pomočnik na Kraljevem observatoriju Greenwich, zatem pa je bil od leta 1893 Savileov profesor astronomije na Univerzi v Oxfordu.
Na njegov predlog so prevzeli ime za dolžinsko enoto parsek, zelo uporabno za merjenje medzvezdnih razdalj.
V seizmologiji je pomembno njegovo odkritje iz leta 1922 o potresih v velikih globinah Zemlje med 300 do 700 km, oziroma pod 70 km, ki so jih na podlagi seizmogramov več potresov potrdili leta 1931.

## Priznanja

### Nagrade
Leta 1927 je za svoje znanstveno delo na področju astronomije prejel medaljo Bruceove.

### Poimenovanja
Po njem se imenuje udarni krater Turner na Luni in asteroid glavnega pasu 1186 Turnera.